# بولنت امین یارار
بولنت امین یارار (انگلیسی: Bülent Emin Yarar؛ زادهٔ ۱ ژانویهٔ ۱۹۶۱) بازیگر، کارگردان اهل ترکیه است.
از فیلم‌ها یا برنامه‌های تلویزیونی که وی در آن نقش داشته‌است می‌توان به بچه‌های آخر کلاس، مامان، من می‌ترسم! اشاره کرد.